# Bornovo pravilo
Bornovo pravilo je postulat kvantne mehanike, ki daje verjetnost, da bo meritev kvantnega sistema dala določen rezultat. V svoji najpreprostejši obliki navaja, da je gostota verjetnosti iskanja sistema v danem kvantnem stanju pri merjenju sorazmerna s kvadratom amplitude valovne funkcije sistema v tem stanju. Formuliral ga je nemški fizik Max Born leta 1926 v članku O kvantni mehaniki trkov.